# Khoa Nhĩ Thấm
Khorchin (Хорчин, Horçin; ᠬᠤᠷᠴᠢᠨ Qorčin, âm Hán Việt là Khoa Nhĩ Thấm) là một bộ tộc Mông Cổ nói phương ngữ Khorchin của Mông Cổ và chủ yếu sống ở đông bắc Nội Mông của Trung Quốc. Địa bàn của bộ tộc này từ giữ thế kỷ 17 trở đi chủ yếu ở Đông bộ Khu tự trị Nội Mông, gồm các khu vực Thông Liêu, Hưng An và Triết Lý Mộc. Tính đến năm 1990, trong số 2 triệu người Mông Cổ sống tại Khu tự trị Nội Mông, có đến 70% có nguồn gốc từ bộ tộc Khoa Nhĩ Thấm.

## Lịch sử
Sau khi đánh bại nhà Nguyên, năm 1389 nhà Minh đã phân các bộ tộc bộ thuộc của các hoàng tử dòng họ Bột Nhi Chỉ Cân (hoàng tộc nhà Nguyên) vào Ngột Lương Cáp Tam vệ (còn gọi là Đóa Nhan Tam vệ, gồm Thái Ninh vệ, Phúc Dư vệ và Đóa Nhan vệ). Vào khoảng năm 1446-1448, hầu hết các bộ tộc Mông Cổ đều thần phục Dã Tiên, nhưng một nhánh trong Tam vệ vẫn giữ vị thế tự trị ở dọc theo sông Nộn và sông Onon và xưng là hậu duệ của Chuyết Xích Cáp Tát Nhi em trai của Thành Cát Tư Hãn; nhánh này trở thành tổ tiên trực tiếp của bộ tộc Khoa Nhĩ Thấm.
Adai Khan của Khoa Nhĩ Thấm đã thách thức quyền lực của Bốn Oirats và triều đình nhà Minh trong cuộc đấu tranh kế vị của Bắc Nguyên. Tuy nhiên, ông đã bị giết ở Ejene vào năm 1438 và bộ tộc của ông buộc phải chạy trốn xuống phía nam. Khoa Nhĩ Thấm xuất hiện trở lại trong biên niên sử của người Mông Cổ với sự nổi lên của Unebolad wang vào cuối thế kỷ 15. Người Khoa Nhĩ Thấm liên minh với Dayan Khan và đánh bại Uriyangkhai trong trận Dalan Terqin năm 1510.
Năm 1624, Nỗ Nhĩ Cáp Xích thu phục bộ tộc Khoa Nhĩ Thấm, vốn sống du mục ở phía đông núi Tiểu Hưng An và phía tây Tùng Hoa. Họ là bộ tộc Mông Cổ đầu tiên phục tùng nhà Thanh. Người Khoa Nhĩ Thấm chịu trách nhiệm sản xuất cống phẩm sữa lên men kumis cho các hoàng đế Mãn Châu. Các hoàng đế sau này của triều đại Mãn Thanh đã ban thưởng rất nhiều cho các quý tộc Khoa Nhĩ Thấm vì lòng trung thành ban đầu này. Các hoàng hậu đáng chú ý của triều đại nhà Thanh, chẳng hạn như Chiêu Thánh Hoàng Thái hậu (1613–88) và Hiếu Huệ Chương Hoàng hậu (1641–1717), đều thuộc bộ tộc Khoa Nhĩ Thấm - Bát Nhĩ Tề Cát Đặc. Khi phân chia Bát kỳ Mông Cổ, bộ tộc Khoa Nhĩ Thấm được chia thành hai cánh (bắc và nam), mỗi cánh có ba Kỳ.
Do cuộc nổi dậy Kim Đơn Đạo Mông Cổ của người Hán vào năm 1891, hàng ngàn người  thuộc bộ tộc Khách Lạt Thấm (Kharchin) đã chạy trốn và sát nhập vào bộ tộc Khoa Nhĩ Thấm. Sau năm 1900, văn hóa Hán và áp lực cai trị của Trung Quốc tăng dần trong các bộ tộc Mông Cổ. Khi Đế quốc Nhật Bản chiếm đóng các phần của Nội Mông và toàn bộ Mãn Châu vào năm 1931, người Khoa Nhĩ Thấm trở thành những người ủng hộ mạnh mẽ nhất việc giáo dục và cải cách thế tục trong số những người Mông Cổ. Sau Thế chiến thứ hai, cuộc đấu tranh giai cấp ở nông thôn và cuộc nội chiến năm 1946–1948 diễn ra rất đẫm máu và gây chia rẽ. Kể từ đó họ đã trở thành một phe mạnh trong bộ máy Đảng Cộng sản Trung Quốc của Nội Mông.